# Dutlupınar, Ceyhan
Dutlupınar là một xã thuộc huyện Ceyhan, tỉnh Adana, Thổ Nhĩ Kỳ. Dân số thời điểm năm 2009 là 653 người.